# Theodoor Verhey

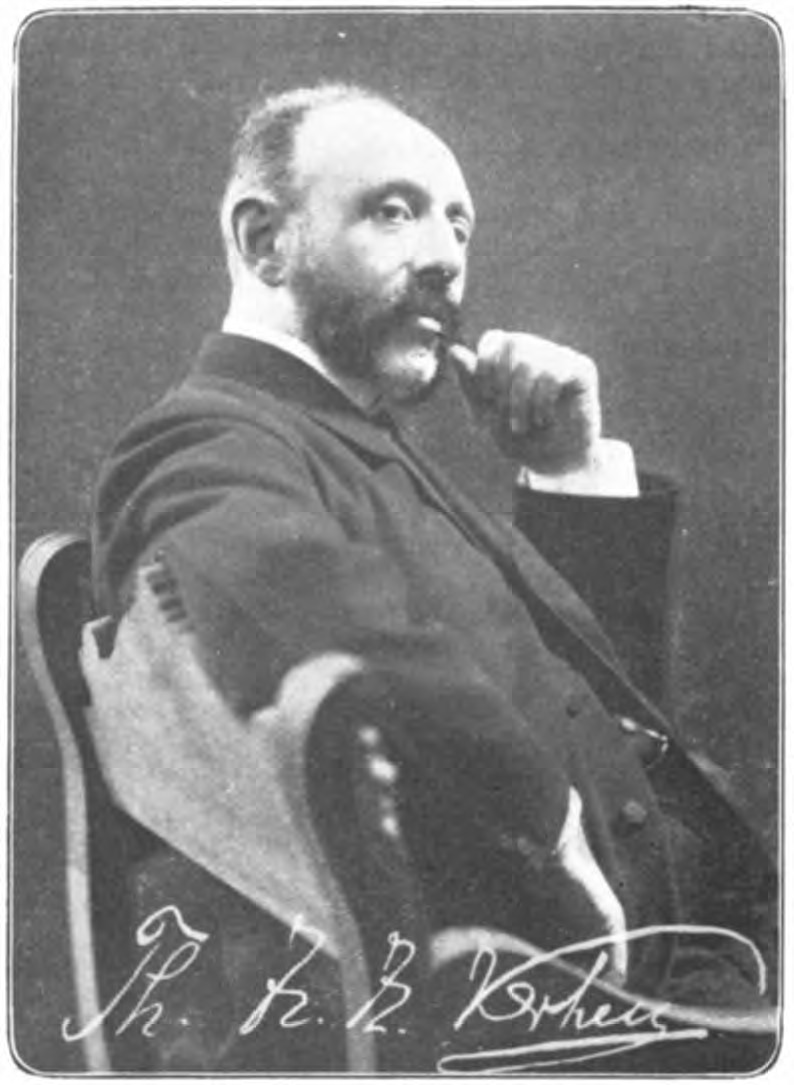
Theodoor Verhey

Theodoor Verhey (* 10. Juni 1848 in Rotterdam; † 29. Januar 1929 ebenda; vollständiger Name Theodorus Hendricus Hubertus Verhey) war ein niederländischer Komponist.
Nach Besuch der Musikschule Rotterdam studierte Verhey am Königlichen Konservatorium Den Haag Klavier, Violoncello, Theorie und Komposition. Später nahm er Unterricht bei Woldemar Bargiel (einem Halbbruder Clara Schumanns). Ab dem Alter von etwa 25 Jahren trat er als Komponist von Kammermusik, Klavierstücken und Liedern hervor. Es folgten eine Ouvertüre, 2 Sinfonien, Konzerte (darunter 2 Flötenkonzerte in d-Moll op. 43 bzw. a-Moll op. 57 sowie ein Violinkonzert a-Moll op. 54) und Chormusik (insbesondere katholische geistliche Musik). Am bekanntesten machten ihn drei deutschsprachige Opern, die alle in Rotterdam uraufgeführt wurden: Eine Johannisfeier auf Amron, 1880; Imilda, 1885 sowie König Arpad, 1888. Seinen Lebensunterhalt bestritt Verhey als Lehrer für Klavier und Theorie an der Musikschule Rotterdam. Er ist begraben auf dem römisch-katholischen Friedhof Crooswijk in Rotterdam.

## Quelle
- Luc van Hasselt: CD-Beilage zu Olympia OCD 503 (u. a. T. Verhey: Flötenkonzert d-Moll op. 43; Residentie Orch. Den Haag, Lucas Vis (Ltg.), Koos Verheul (Flöte))